# أركون

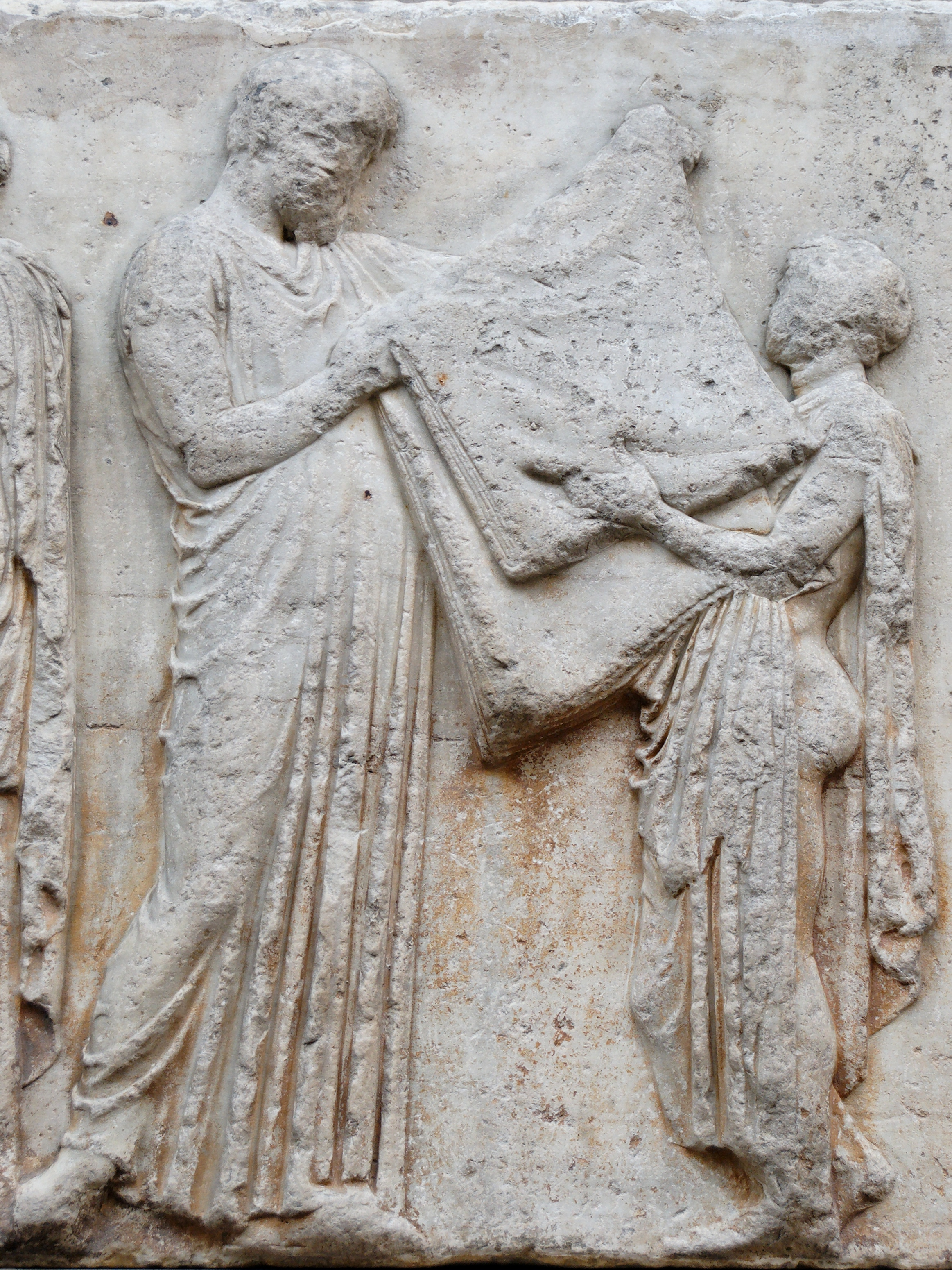

الأرخون أو الأركون هو العظيم من الدهاقين وهو رئيس القرية. وجاء ذكر الأركون في حديث لعمر بن الخطاب.